# ANFO

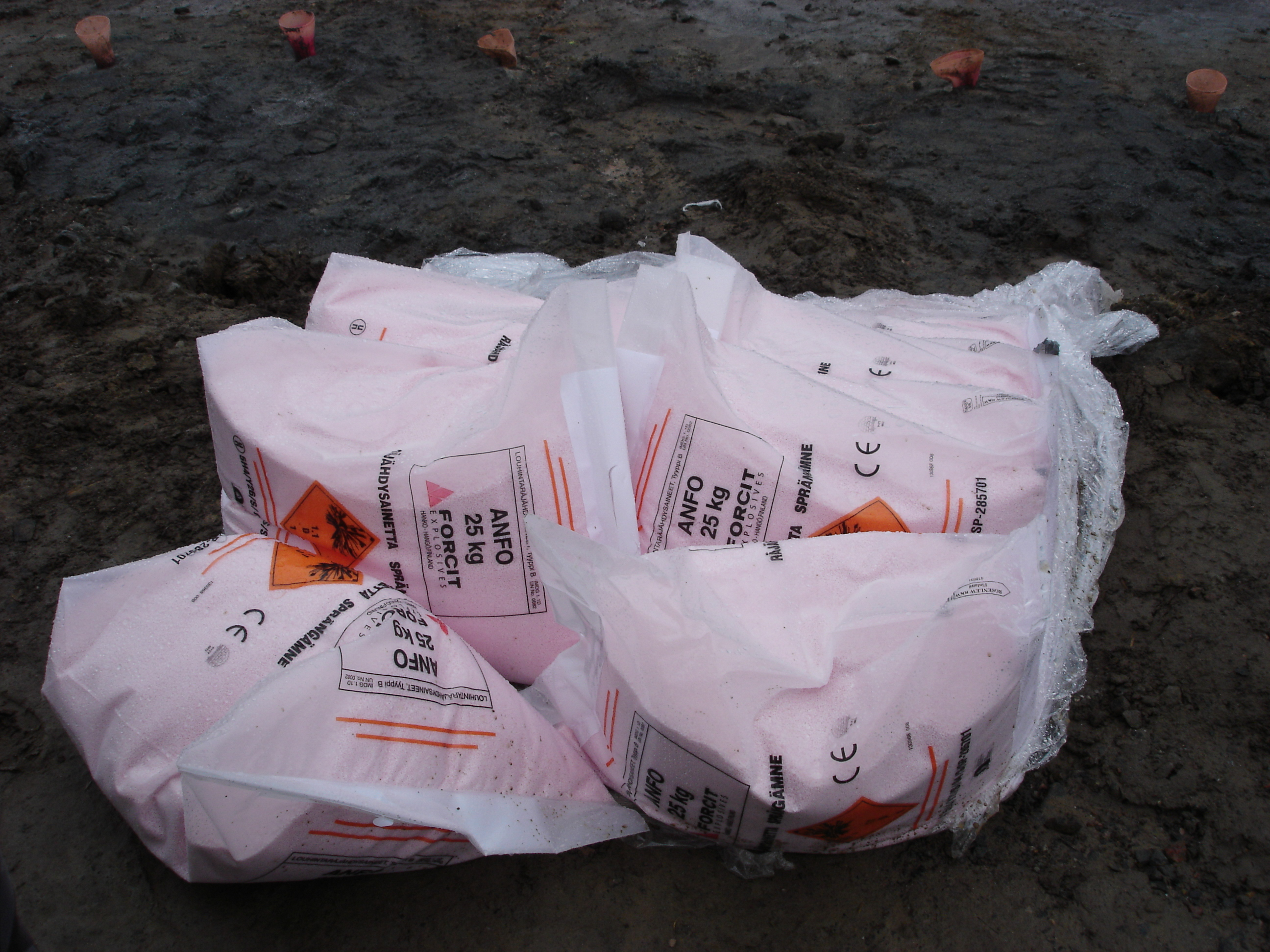
Kommersiellt framtagen ANFO

ANFO (eller AN/FO från engelska ammonium nitrate/fuel oil) är ett sprängämne som består av ammoniumnitratkorn, klumpförebyggande medel, och en mindre del olja.
Stökiometrisk blandning med dieselolja är 94,3 viktprocent ammoniumnitrat och 5,7 procent olja. ANFO är vanligt inom gruvindustrin och är det i särklass billigaste och minst stötkänsliga av sprängämnen som finns att tillgå. Användbarheten begränsas av att ANFO är mycket fuktkänsligt och kan därför bara laddas i torra borrhål och måste skjutas snabbt i normal väderlek. Man behöver också en booster på cirka 50 gram som förstärker verkan av sprängkapseln för att detonationssannolikheten skall bli tillräckligt hög. En annan viktig synpunkt är att densiteten är låg och energin per kilo är ungefär hälften mot till exempel Dynamex. Inom sprängtekniken anges ett sprängämnes kritiska diameter (KD). För ANFO är KD cirka 10 cm, vilket innebär att man teoretiskt inte kan detonera en odämd laddning med sfärisk form mindre än denna storlek. I praktiken är detta dock inget problem i borrhål eftersom hålet då koncentrerar tryckvågen från boostern.